# Auguste Hoël
Georges Auguste Charles Hoël (Cambrai, Nord, 17 de juliol de 1890 – Cambrai, 6 de gener de 1967) va ser un gimnasta artístic francès que va competir en els anys posteriors a la Primera Guerra Mundial.
El 1920 va prendre part en els Jocs Olímpics d'Anvers, on guanyà la medalla de bronze en el concurs complet per equips del programa de gimnàstica.